# طبرنة (المرية)
بلدية طبرنة (بالإسبانية: Tabernas)‏ (نقحرة: تابيرناس) هي بلدية تقع في مقاطعة المرية. جنوب شرق إسبانيا. يبلغ عدد سكانها 3.140 نسمة.

## وصلات خارجية
- (بالإسبانية)